# 埃里克·拉森
埃里克·拉森（丹麥語：Erik Larsen，1928年2月20日—1952年4月10日），丹麦男子赛艇运动员。他曾代表丹麦参加1948年夏季奥林匹克运动会赛艇比赛，获得男子四人单桨有舵手铜牌。